# Giovan Battista Nauclerio
Giovan Battista Nauclerio (Napoli, 1666 – Napoli, 1739) è stato un architetto e ingegnere italiano.

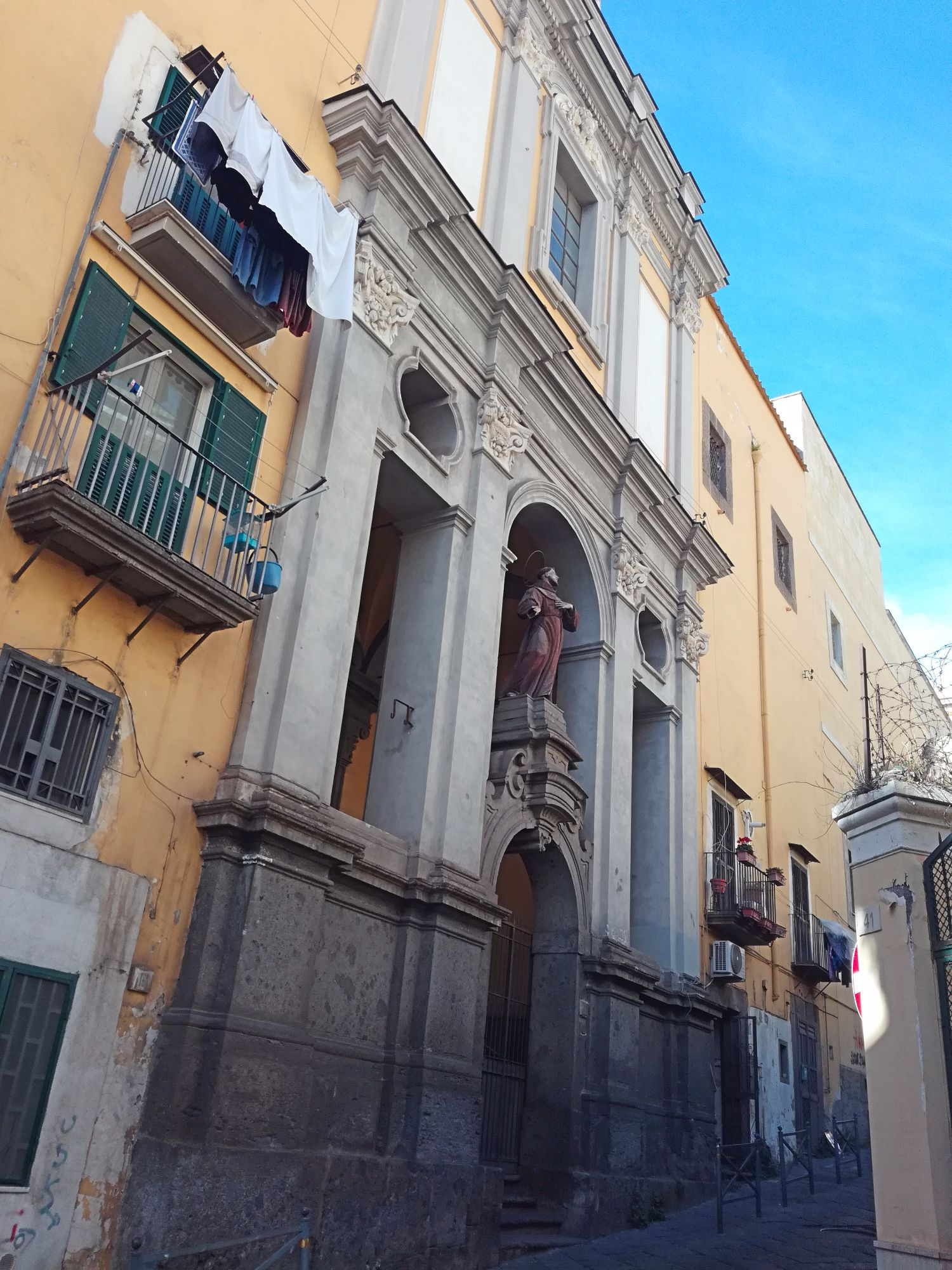
San Francesco degli Scarioni: una delle opere del Nauclerio

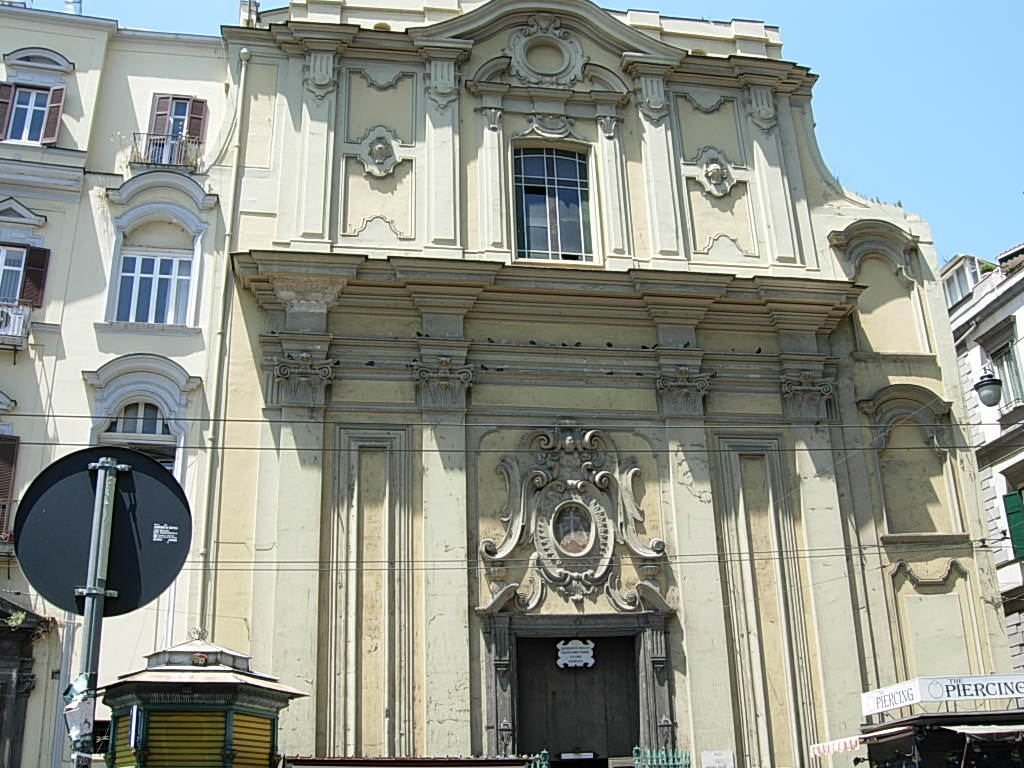
Facciata di Santa Maria di Caravaggio

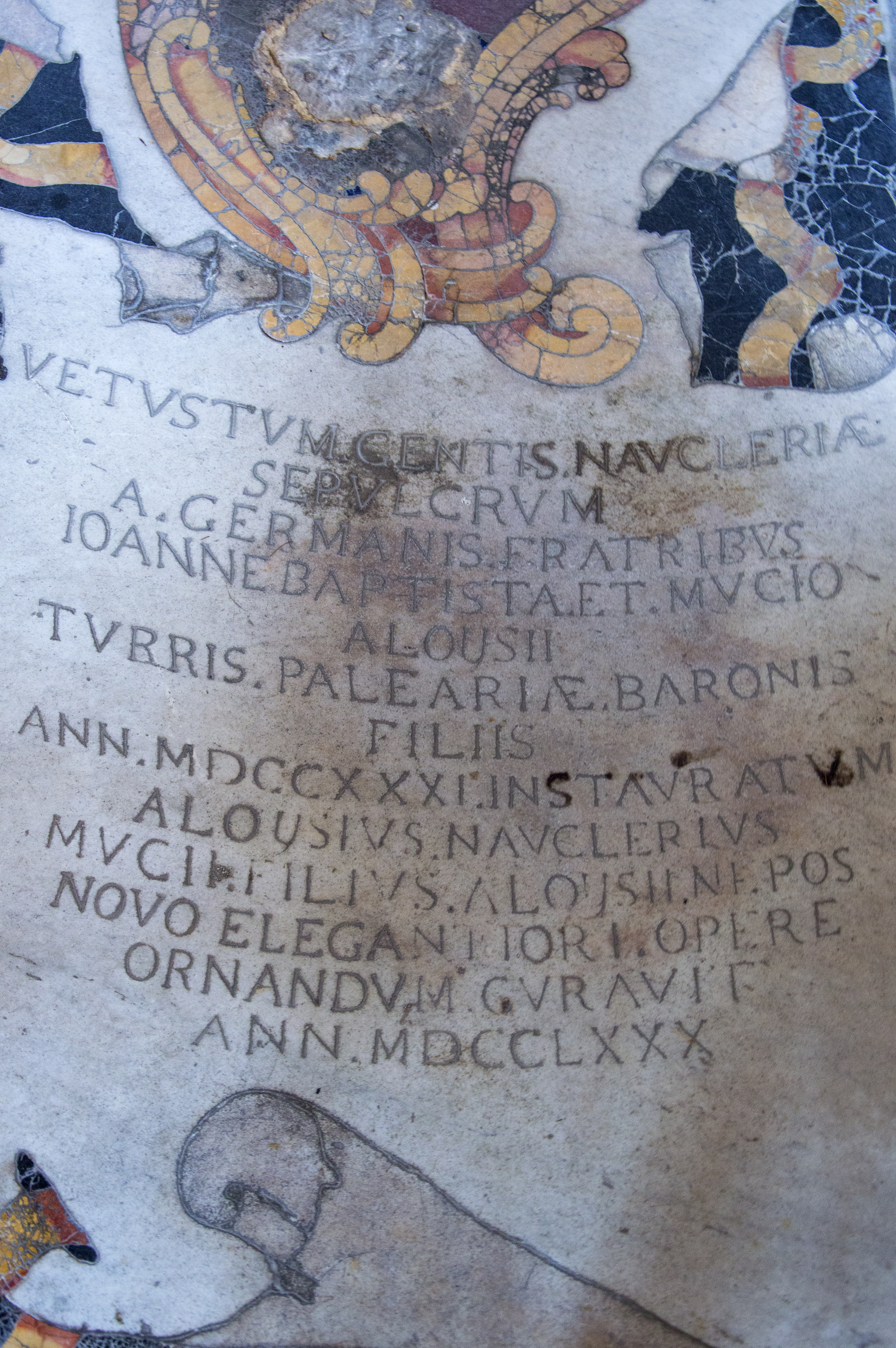
Lapide nella Cappella Nauclerio in Sant'Anna dei Lombardi che ricorda interventi di restauro della cappella stessa da parte di Giovan Battista e Muzio

È uno dei più rappresentativi architetti attivi tra il Seicento e il Settecento a Napoli e nei dintorni.

## Biografia
Figlio di Alonso Nauclerio, detto Luigi, ingegnere regio e I barone di Torre Pagliara. La famiglia Nauclerio ha origini agerolesi e si sono trasferiti a Napoli a partire dal XV secolo quando un tale Giovanni Nauclerio si distinse come ambasciatore presso la corte aragonese di Ferdinando I di Napoli. Giovan Battista compare come discendente della famiglia dei Nauclerio a seguito di una lapide incisa dal nipote Alonso riguardo ai restauri effettuati nella cappella di Sant'Antonio nella Chiesa di Sant'Anna dei Lombardi nel 1731 insieme al fratello Maurizio Nauclerio, padre di Alonso, la famiglia Nauclerio viveva nel palazzo di famiglia alle spalle del monastero di Montesanto. Il nostro divenne ben presto allievo e collaboratore di Francesco Antonio Picchiatti, un documento di una misura di apprezzo di una cantina che riguarda la collaborazione con l'anziano architetto risale al 15 luglio 1694; un mese e mezzo prima che il Pichiatti morisse.
Dopo la morte di Picchiatti, il giovane architetto continuò le fabbriche lasciate incompiute dal maestro nella chiesa di San Domenico Maggiore e nel chiostro. Nel 1696 ereditò anche l'incarico di supervisore degli immobili dei Domenicani e nello stesso convento fu autore del rifacimento della sagrestia - oggi snaturata dall'intervento di Federico Travaglini - e di alcune opere intorno al presbiterio. L'architetto fu attivo anche fuori dalla capitale, come nella Cappella del tesoro di San Modestino ad Avellino, dove realizzò un intervento nel 1697 e contemporaneamente fu attivo nella ricostruzione di Benevento dopo i terremoti del 1694 e 1702 insieme a Carlo Buratti e Filippo Raguzzini.
Nel 1704 progetta il complesso di San Francesco degli Scarioni, con la chiesa a pianta centrale con spunti ellissoidali e nel 1706 progetta la chiesa dei Santi Demetrio e Bonifacio, con impianto a pianta centrale, la chiesa fu completata solamente a metà del XVIII secolo seppure attualmente risulta incompleta nella facciata.
Nel 1708 riprese i lavori interrotti della chiesa di San Giovanni Battista delle Monache. La chiesa fu progettata dal Picchiatti, che fino alla sua morte, la chiesa era quai terminata al di fuori della facciata che venne realizzata dal Nauclerio in base alle opere scultoree in piperno già approntate. Il lavoro eseguito fu sostanzialmente una posa degli elementi realizzati con la modifica del corpo portato avanti con la creazione dell'atrio, non previsto nel disegno originario. Dopo quattro anni riedifica il complesso di San Francesco delle Cappuccinelle.
Nel 1720, la famiglia Paternò commissionò Villa Paternò appena fuori città, sulla collina di Capodimonte in località San Rocco. Al valore storico Villa Paternò associa i pregi ambientali e architettonici: infatti, può essere annoverata tra le maggiori ville del Settecento napoletano per la razionalità del progetto d'ispirazione palladiana. Al cantiere della villa lavorarono fino all'ultimazione, avvenuta nel 1739, Ignazio Cuomo e al restauro del 1805, Gaetano Barba. Dopo la morte di Arcangelo Guglielmelli, avvenuta nel 1723, completò la chiesa di Santa Maria delle Grazie.
Alla prima metà del Settecento risalivano progetti dell'altare di San Diego all'Ospedaletto, del baldacchino in San Pietro ad Aram, il probabile progetto di rifacimento della chiesa dei Santi Bernardo e Margherita con una pianta a croce greca, la ricostruzione della chiesa di Santa Maria di Caravaggio con pianta ellittica e le transenne dell'atrio della chiesa dei Santi Severino e Sossio.
Fu attivo, sempre dopo la morte del Picchiatti, ad Aversa nel cantiere Chiesa della Santissima Annunziata dove nel 1703 progettò la cupola e nel 1728 un consolidamento di un corpo di fabbrica di tre piani, nella stessa città realizzò interventi presso la chiesa dello Spirito Santo nel 1724 e la chiesa di San Biagio nel 1737. Gli interventi civili del Nauclerio meglio documentati sono palazzo Ragni, realizzato nel 1734, e il palazzo del Forno.
Anche suo fratello, Maurizio Nauclerio (detto Muzio Nauclerio, Napoli, seconda metà del XVII secolo - Ivi, 1747 c.ca) fu architetto, oltre che ingegnere e scultore, e collaborò spesso con Giovan Battista.